# Volvo Masters
El Volvo Masters fue un torneo masculino de golf perteneciente al PGA European Tour disputado desde el año 1988 hasta el año 2008, cuando fue reemplazado por el Campeonato Mundial de Dubái. Salvo entre 1997 y 2001 que se celebró en el Campo de golf de Montecastillo en Jerez de la Frontera (Andalucía, España), siempre se celebró en el Valderrama Golf Club en Sotogrande, comunidad de Andalucía, España. 
Después de un año de ausencia del calendario, Club de Golf Valderrama volvió al programación del PGA European Tour en 2010 con el Andalucía Valderrama Masters bajo el patrocinio de Turismo Andaluz.

## Historia
Hasta 2008, el torneo tenía lugar en octubre y concluía la temporada del European Tour. La bolsa de premios alcanzó los 4 millones de euros en 2008, uno de los mayores de entre los organizados por la PGA European Tour. La lista de participantes se componía de los 60 golfistas mejor colocados en la tabla, a quienes se le añadió el ganador anterior del torneo a partir de 2005. El torneo no se disputó en 2009.

## Ganadores
| Año  | Golfista                          | Score       |
| ---- | --------------------------------- | ----------- |
| 2008 | Søren Kjeldsen                    | 276 (−8)    |
| 2007 | Justin Rose                       | 283 (−1)PO  |
| 2006 | Jeev Milkha Singh                 | 282 (−2)    |
| 2005 | Paul McGinley                     | 274 (−10)   |
| 2004 | Ian Poulter                       | 277 (−7)PO  |
| 2003 | Fredrik Jacobson                  | 276 (−12)PO |
| 2002 | Bernhard Langer Colin Montgomerie | 281 (−3)PO  |
| 2001 | Pádraig Harrington                | 204 (−12)   |
| 2000 | Pierre Fulke                      | 272 (−16)   |
| 1999 | Miguel Ángel Jiménez              | 269 (−19)   |
| 1998 | Darren Clarke                     | 271 (−17)   |
| 1997 | Lee Westwood                      | 200 (−16)   |
| 1996 | Mark McNulty                      | 276 (−8)    |
| 1995 | Alex Čejka                        | 282 (−2)    |
| 1994 | Bernhard Langer                   | 276 (−8)    |
| 1993 | Colin Montgomerie                 | 274 (−10)   |
| 1992 | Sandy Lyle                        | 287 (+3)PO  |
| 1991 | Rodger Davis                      | 280 (−4)    |
| 1990 | Mike Harwood                      | 286 (+2)    |
| 1989 | Ronan Rafferty                    | 282 (−6)    |
| 1988 | Nick Faldo                        | 284 (−4)    |